# Hexaglandula corynosoma
Hexaglandula corynosoma es una especie de acantocéfalo del género Hexaglandula, familia Polymorphidae. Fue descrita inicialmente por Travassos en 1915 dentro del género Polymorphus, siendo luego transferida al género Hexaglandula por Petrochenko en 1958. Sin embargo, en 1992, algunos autores consideraron nuevamente a la especie como parte de Polymorphus, siendo la especie realmente Polymorphus corynosoma, aunque nuevos estudios en 2008 determinaron que Hexaglandula parece ser un género separado de Polymorphus.